# Панаретовци
Панаретовци (болг. Панаретовци) — село в Болгарии. Находится в Сливенской области, входит в общину Сливен. Население составляет 336 человек.

## Политическая ситуация
В местном кметстве Панаретовци, в состав которого входит Панаретовци, должность кмета (старосты) исполняет Илия Христов Стоев (Болгарская социалистическая партия (БСП)) по результатам выборов правления кметства.
Кмет (мэр) общины Сливен — Йордан Лечков Янков (Граждане за европейское развитие Болгарии (ГЕРБ)) по результатам выборов в правление общины.